# Humber (Ontario)
Pour les articles homonymes, voir Humber (homonymie).
Le Humber est un cours d'eau de l'Ontario, au Canada. Il traverse la ville de Toronto et se jette dans le lac Ontario.
Depuis 1999, la rivière Humber est inscrite au réseau des rivières du patrimoine canadien.